# Chiesa di San Giuseppe (Alexandria)
La chiesa di San Giuseppe è un edificio di culto cattolico di Alexandria, in Virginia. Sorta come missione della comunità cattolica afroamericana, fu edificata con il sostegno di Katherine Drexel e dei padri giuseppini nel 1916. Nel 1967 il vescovo di Richmond John J. Russell elevò la missione a parrocchia della diocesi di Arlington.

## Storia
Prima della guerra di secessione, gli schiavi della Virginia settentrionale si riunivano in preghiera nella basilica di Santa Maria di Alexandria, assieme ai padroni. Durante il conflitto la popolazione della città fu incrementata dai contrabands (schiavi in fuga), che a loro volta si riunivano presso la basilica. Le leggi Jim Crow sopravvenute al termine della guerra civile restrinsero i diritti degli afroamericani, che furono costretti a riunirsi sul fondo della chiesa e ammoniti di non sedersi con l'assemblea principale; così essi sedevano nell'ala settentrionale, avevano propri corsi catechistici e celebravano i matrimoni al proprio domicilio. All'inizio del XX secolo, questa comunità aveva un proprio ministro esclusivo, il giuseppino Charles Hannigan, a cui era assegnato il compito specifico di rispondere alle esigenze religiose delle comunità native e afroamericane; a tale fine si recava settimanalmente ad Alexandria da Richmond per celebrare messa.
Nel 1913 la comunità rivendicò un proprio edificio religioso. A tal fine Thomas Blair, afroamericano e sacrestano di Santa Maria da oltre un trentennio, riunì un comitato per vagliare la possibilità di fondare una chiesa. Di concerto con padre Hannigan, in incontri presso il liceo della basilica, Blair abbozzò un appello al vescovo di Richmond O'Connell per la fondazione di una nuova comunità religiosa. L'appello fu accolto e, pur essendo gli afroamericani tra i più poveri cittadini di Alexandria, Blair svolse attività di raccolta di fondi e mise insieme il denaro sufficiente all'acquisto della proprietà.
Così, nel 1914, il comitato si procurò nel quartiere storicamente afroamericano di Uptown una proprietà immobiliare all'incrocio di Wythe e North Columbus Street, lato nord ovest. Mentre Blair e la comunità raccoglievano altri fondi per l'edificazione della chiesa, Hannigan convinse Katherine Drexel, fondatrice delle Suore del Santissimo Sacramento per gli indiani e i negri, di ricca famiglia filadelfiana, a donare alla causa la somma di 8 000 dollari, corrispondente a metà del costo stimato; il resto sarebbe stato raccolto dai parrocchiani. Nel 1915 un altro giuseppino, Joseph J. Kelly, fu incardinato come ministro della nuova comunità. La chiesa cattolica di San Giuseppe fu consacrata il 14 maggio 1916. Due settimane dopo quello che era stato il padre del progetto, Thomas Blair, morì sessantacinquenne.
La chiesa fu progettata in stile gotico inglese a mattoni rossi dagli architetti washingtoniani Murphy e Olmsted. Nel 1915 Kelly divenne il primo parroco di San Giuseppe, dove abitò, in sacrestia, fino al completamento della canonica nel 1921 e restò in servizio fino al 1936. In pochi anni la parrocchia crebbe abbastanza da impiantare un istituto educativo. Infatti, sebbene una scuola della locale comunità afroamericana fosse già in funzione entro la chiesa dal 1916, nel 1931 fu costruito un nuovo edificio. L'istituto impiegò personale delle Oblate della Provvidenza, che qui insegnò finché esso chiuse nel 1969. Nel 1967, il vescovo di Richmond John J. Russell elevò la missione di San Giuseppe a parrocchia della diocesi di Arlington. La chiesa è ancora retta dai padri giuseppini.